# Robin Juel Skivild
Robin Juel Skivild, född 21 augusti 2001, är en dansk tävlingscyklist som tävlar i bancykling och landsvägscykling.

## Karriär
Vid EM 2025 i Heusden-Zolder tog Skivild guld tillsammans med Tobias Hansen, Niklas Larsen och Lasse Norman Leth i lagförföljelse.